# Celso Vecchione
Celso Vecchione (São Paulo, 27 de abril de 1949 – 21 de outubro de 2023) foi um guitarrista brasileiro.
É notório por seu trabalho com a banda Made in Brazil, que formou em conjunto com seu irmão Oswaldo Vecchione em 1967.
Em 2012, Celso foi eleito pela revista Rolling Stone Brasil um dos 70 Mestres Brasileiros da Guitarra e do Violão, que assim o descreveu:, "o peso de sua guitarra ao som da banda Made in Brazil influenciou a toda uma geração de roqueiros brasileiros nos anos 70".
Seu último show com o Made in Brazil foi no final de agosto de 2023, em celebração ao aniversário de seu irmão Oswaldo. No início de outubro, Celso e Oswaldo foram homenageados no prêmio Mus, onde foram reconhecidos por sua importância no rock brasileiro.
Morreu em 22 de outubro de 2023, aos 74 anos, quando estava internado com pneumonia e teve um mal súbito. Há cerca de 30 anos, Celso convivia com esclerose múltipla, doença degenerativa que comprometia sua mobilidade, vinha se agravando nos últimos meses.